# Єзупіль
Єзупіль (за часів СРСР — Жовтень) — селище Івано-Франківського району Івано-Франківської області. Центр Єзупільської селищної громади. Розташоване на злитті річки Бистриця у Дністер. Єзупіль визнано одним із найдавніших поселень Галицького Придністров'я.

## Історія

### Чешибіси
Власником села Чешибісів був шляхтич Ян Розумек з Клечова, який разом з дружиною Анною продали у 1435 році маєток шляхтичу, краківському хорунжому Павлу з Вроцімович гербу Півкозич, від якого маєток у 1437 році набув Міхал Бучацький.
7 листопада 1435 — перша відома письмова згадка про село (лат. villa), яке тоді називалося Чешибісами (Чешибіш), у записі № 32 «Найдавніших записів галицьких судів 1435—1475 років».
У часи власности Бучацьких сільце стало, за свідченням історика Яна Длуґоша, містечком. Чешибіси були укріплені дерев'яно-земляною фортецею (неподалік — переправа через стратегічно важливий Дністер).
Після одруження Анни з Бучацьких, дочки Пйотра, внучки Міхала, село як посаг перейшло до Яна Каменецького. Від нього маєтність успадкував син Миколай (пом. 1519 — наприкінці червня 1513 р. призначений на праві «доживоття» буським старостою; помер бездітним), потім — найстарша дочка краківського воєводи Миколая Каменецького Анна, дружина лелювського старости Станіслава Спинка з Бондкува пол. Bądków; мешкала тут постійно). Овдовівши, бл. 1530 вдруге вийшла за графа Яна Тенчинського. Єзупільські маєтності успадкували також її сини від першого чоловіка.
Згодом власником Чешибісів став Марцін Зборовський. Невідомо, як він придбав маєток, власником якого перед ним був граф Анджей Тенчинський. Одна з перших відомостей про посідання М. Зборовським маєтку в Чешибісах — 1550 рік. Анджей Тенчинський тривалий час робив напади на маєтки М. Зборовського, викрадав його підданих, нищив посіви. У 1558 році разом з озброєними шляхтичами та слугами на возах зробив напад на містечко в час відсутності дідича, пограбував міщан, знищив посіви, плоти, токи. Конфлікти тривали до смерті М. Зборовського (1565). Маєток посів його син Кшиштоф (місто, села Ганусівці, Побережжя, Ястребець, Селець, Старе Село, Богородчани), який осів тут, повернувшись з-за кордону.
20 січня 1591 король Сигізмунд III Ваза у Варшаві видав привілей, яким підтвердив, що зняття баніції з шляхтича Кшиштофа Зборовського не означає втрату Якубом Потоцьким прав власності на Чешибіси.
У Чешибісах був дерев'яний замок, у якому власник Якуб Потоцький оборонявся від татар.
1594-го татари спалили місто під час нападу на Галичину через прорахунки коронного командування.

### Назва Єзупіль
Згідно з народним переказом, під час наїзду татар польський шляхтич Якуб Потоцький втікав від них на своєму коні-румакові. Він переплив Дністер, але кінь ніяк не міг вскочити на стрімкий берег. Воєвода вигукнув: «Єзус-Марія!» — кінь виніс його на суходіл. На подяку Богові воєвода дав обітницю заснувати на обох берегах Дністра міста[джерело?].
1597 року містечко перейменували (стараннями власника Якуба Потоцького) на Єзупіль.
16 червня 1608 року Стефан Потоцький, молодший брат Якуба Потоцького, видав дарчу грамоту оо. домініканцям, за якою вони отримали місце (ґрунт) на побудову костелу та кляштора (монастиря) в Золотому Потоці.
Власником (дідичем) Єзуполя був Миколай Потоцький — син Якуба Потоцького, тому в деяких документах підписувався «Миколай на Єзуполі Потоцький», був похований в домініканському костелі містечка.
1671 Ульріх фон Вердум подав такий опис міста:
«Місто належить до Покуття. Належить генералові Подільських земель Миколаю Потоцькому, а перед 1671 р. належало його брату — коронному писарю Якубу Потоцькому. Біля Єзуполя є кам'яний замок; Домініканський монастир із гарно збудованим кам'яним костелом, обнесеним оборонним ровом. Місто обнесене земляними валами та ровом з невеликими бастіонами. В місті та передмісті знаходяться три руські церкви. Місто забудоване переважно дерев'яними будинками».
19 вересня 1676 — завойоване турецько-татарськими військами під час Польсько-турецької війни 1672—1676 років.
|  | Під час одного наїзду татар якийсь польський воєвода (каетан) тікав від них на своєму коні-румакові. Він переплив Дністер, але кінь ніяк не міг вскочити на стрімкий берег. Воєвода вигукнув: «Єзус-Марія!» — і кінь виніс його на берег. На подяку Богові воєвода заснував на обох берегах міста Єзупіль і Маринопіль (Маріампіль)" |

.

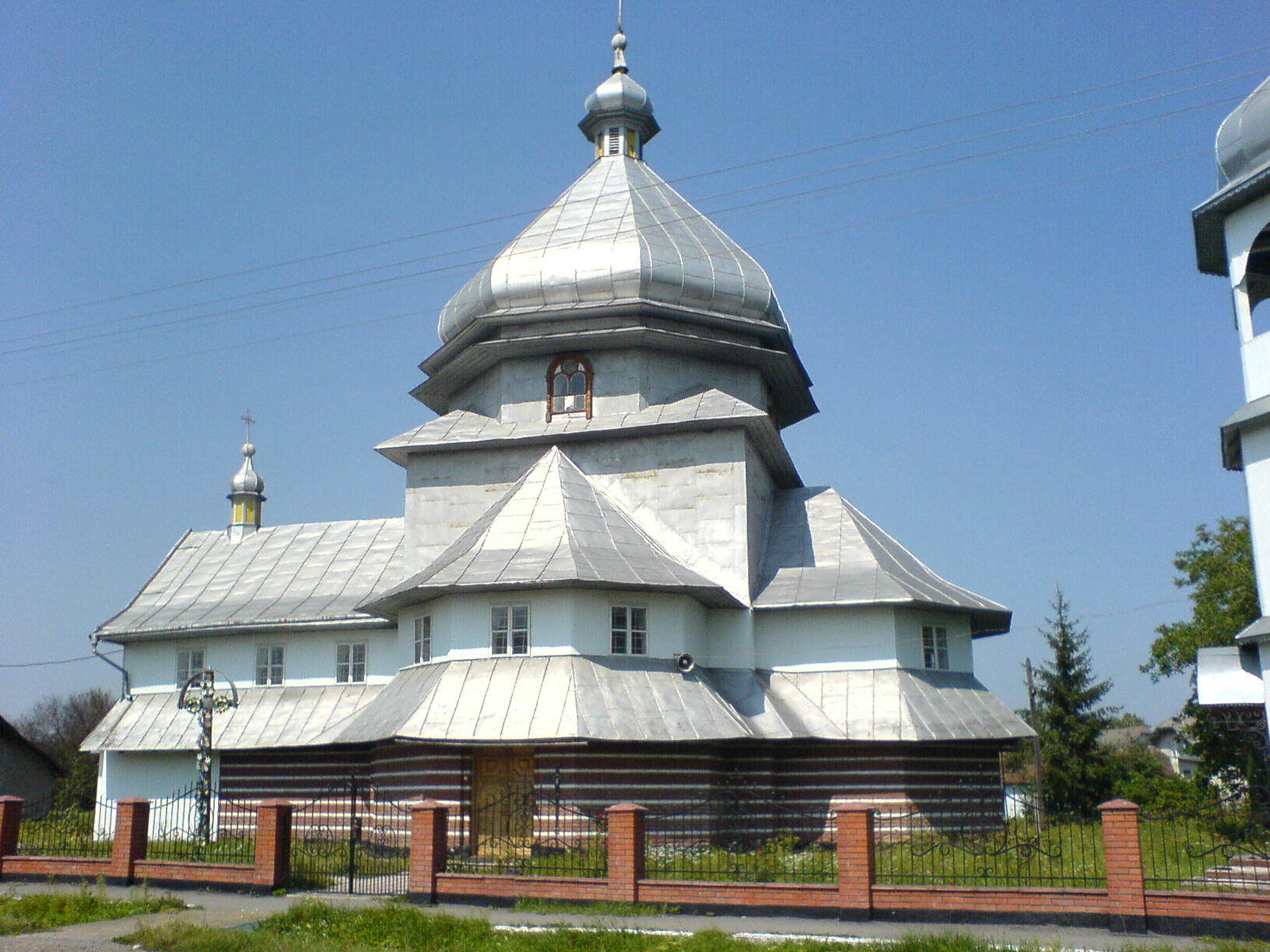
Греко-католицька церква

Пізніше, у XVI—XVII століттях, тут збудували замок. Тепер на його місці стоїть колишній домініканський костел. Є дані, що тут був також оборонний домініканський монастир, заснований дідичем Якубом Потоцьким, у якому той був похований. У будівництві мурованого замку (на місці дерев'яного) та костелу, ймовірно, брав участь львівський зодчий Павло Римлянин.
За однією з версій, тут народився Памво Беринда.
У XIX столітті Єзупіль був містечком Станиславівського повіту. На той час воно мало власну печатку зі складним символом: бича голова, під якою — колісний плуг; обабіч плуга — сокира й ціп, нижче — перехрещені граблі й коса.
Під час першої світової війни містечко опинилося на театрі військових дій. 23 липня 1917 року було остаточно звільнене з російської окупації.
Після окупації Західноукраїнської Народної Республіки поляками в 1919 році в містечку був адміністративний центр ґміни Єзуполь та відділку поліції.
Військовий злочин стався в Єзупілі у 1919 році, де польські війська повісили 16 українських селян.
17 жовтня 1954 року облвиконком рішенням № 744 передав у Жовтневому районі з Жовтневої селищної ради хутір Київці до Поберезької сільської ради, а хутір Перевози — до Дубовецької.
У радянські часи селище називалося Жовтень. Рішенням Верховної Ради України від 9 липня 2003 року йому офіційно повернено історичну назву (де-факто раніше).

### Злочини НКВС
У 1944—1956 роках в селищі була в'язниця Жовтневого районного відділу НКВС. Тут, неподалік лікарні, була знайдена вже друге масове поховання жертв сталінських репресій.
Перше виявили на початку 90-х років минулого століття, де було виявлено 46 скелетів. Закопували закатованих людей у рові. Тіла складали один на одного, інколи навіть у шість шарів. Їх пересипали вапном, щоб скоріше розклалися і не було чути трупного запаху. В окремих черепах виявлено кульові отвори та знайдено біля кісткових залишків гільзи від куль.
Другу могилу виявлено у 2014 році. Ідентифіковано 225 скелетів, у тому числі 54 дитячих. Розкопки ще не завершено, оскільки на похованнях нині розташовані гаражі лікарні, а інша частина залишків закатованих — під дорогою. Відповідно до норм міжнародного та українського законодавства на такі «особливо небезпечні злочини проти миру та безпеки людства» не поширюється термін давності їх скоєння.

### Повінь
У кінці липня 2008 селище зазнало збитків внаслідок сильної повені. Була підтоплена низка господарських угідь та житлових будинків. Для ліквідації наслідків повені в п'яти західних областях Верховна Рада внесла поправки до державного бюджету, якими передбачалося виділення 5 млрд грн на допомогу і відбудову зруйнованого стихією.

## Герб періоду Речі Посполитої
Затверджений в XIX ст. У лазуровому полі бичача голова, під якою золотий плуг, з боків якого золоті сокира і ціп, а внизу золоті навхрест покладені граблі та коса.

## Населення

### Чисельність
| 1959    | 1970    | 1979    | 1989    | 2001    |
| ------- | ------- | ------- | ------- | ------- |
| 3 371   | ▲ 3 447 | ▲ 3 545 | ▼ 3 407 | ▼ 3 074 |
| 2003    | 2004    | 2005    | 2006    | 2007    |
| ▼ 3 032 | ▬ 3 027 | ▲ 3 040 | ▲ 3 047 | ▼ 3 029 |
| 2008    | 2009    | 2010    | 2011    | 2012    |
| ▼ 2 998 | ▬ 2 989 | ▬ 2 985 | ▼ 2 978 | ▼ 2 944 |
| 2013    | 2014    | 2015    | 2016    | 2017    |
| ▼ 2 920 | ▼ 2 881 | ▼ 2 863 | ▼ 2 845 | ▼ 2 833 |
| 2018    | 2019    | 2020    | 2021    | 2022    |
| ▼ 2 812 | ▬ 2 807 | ▬ 2 803 | ▼ 2 792 | ▼ 2 753 |

### Мова
Розподіл населення за рідною мовою за даними перепису 2001 року:
| Мова       | Кількість | Відсоток |
| ---------- | --------- | -------- |
| українська | 3009      | 99.44%   |
| російська  | 14        | 0.46%    |
| угорська   | 1         | 0.04%    |
| польська   | 1         | 0.03%    |
| румунська  | 1         | 0.03%    |
| Усього     | 3026      | 100%     |

## Архітектура

### Пам'ятки
Єзупільські історико-архітектурні пам'ятки:
- Палац Войцеха Дідушицького (1848—1909), тепер санаторій
- Колишній домініканський костел
- Греко-католицька церква Святого Миколая (1882)[33]
- Дзвіниця

### Пам'ятники
У селищі встановлено десять пам'ятників і погрудь видатних діячів України (Тараса Шевченка, Івана Франка — обидва 2000, Памва Беринди — 2008), меморіалів воїнів ОУН-УПА, єзупільчан, що загинули у Другій світовій війні, жертв НКВС, скульптура «Скорботної матері».
Видатна роль у встановленні єзупільських пам'ятників належить єзупільчанину, меценатові Володимиру Семеновичу Войцюку (1930—2010, виїхав, працював у США). Його заходами, коштом в Єзуполі були встановлені пам'ятники видатним українцям, 2005 року єзупільці встановили пам'ятник меценату.

## Відомі люди

### Народилися
- Войцех Дідушицький — австрійський граф, польський політичний діяч, археолог, письменник, публіцист, мистецтвознавець, драматург, містик-спіритуаліст українського (русинського) походження. Прихильник порозуміння з українцями, потім — лідер «подоляків»[34][35] Нагороджений Орденом Залізної Корони І класу (1907)[36].
- Володимир Войцюк — відомий на Івано-Франківщині меценат, член Спілки краєзнавців Прикарпаття (1930–2010); викладав у місцевій школі і похований тут, допомагав матеріально у створенні патріотичних кінострічок «Голод-33» та «Нескорений», будівництві пам'ятників Тарасові Шевченку, Іванові Франку, Памві Беринді (Єзупіль), бронзового монумента з нагоди 85-річчя проголошення ЗУНР та погруддя ученого-пасічника Петра Прокоповича (м. Івано-Франківськ), подарував образ Богородиці новозбудованій церкві у районі Пасічній. За значний особистий внесок у розвиток національної культури Володимир Войцюк отримав високу державну нагороду — орден «За заслуги» ІІІ ступеня та був нагороджений Папою Римським Бенедиктом XVI орденом Святого Сильвестра.
- Галібей Михайло Павлович — український громадський, кооперативний діяч, підприємець.
- Кавка Євген Антонович — український живописець і графік.
- Михайло Шиндак (псевдо «Козак»; нар. 1924) — провідник ОУН, похований на цвинтарі в селі Іваниківці[37].
- Овчар Антон Степанович — столяр-червонодеревник, лауреат Шевченківської премії.
- Петрушевич Іван — український письменник, сценарист, перекладач, громадсько-культурний діяч української діаспори в Америці (псевдонім: Е. Van Pedroe-Savidge).
- Пожидаєв Валентин Володимирович (нар. 17 лютого 1947) — випускник хімічного (1970) та фізичного (1984) факультетів Чернівецького державного університету. Працював на заводі «Кварц» (м. Чернівці), де пройшов шлях від інженера до начальника центрального конструкторського бюро. У 1989—1991 роках — відповідальний організатор Центрального комітету профспілки працівників оборонної промисловості СРСР по Західній Україні та Молдові, у 1998—2005 роках — перший заступник голови Федерації профспілок України та секретар профспілки працівників атомної енергетики та промисловості. У 2005 році обраний головою ЗАТ «Укрпрофоздоровлення». З 2006 року — помічник Голови ЦК профспілки працівників радіоелектроніки та машинобудування України.

• Дичук Петро Богданович -  Почесний Герой Єзупольської громади який героїчно здобував славу в Польщі, Німеччині та Чехії селу Єзупіль.

### Пов'язані
- Марія — нешлюбна дружина князя Володимира Ярославича, не розлучена з чоловіком-попом.[38].
- Ян II Казимир — король, перебував під час похорону гетьмана Миколая Потоцького.

### Поховані
- Миколай Потоцький-«ведмежа лапа» — коронний гетьман, ворог Богдана Хмельницького.
- Якуб Потоцький (після 1631—1671) — син попереднього, стражник коронний, писар польний коронний, похований 4 січня 1672.[39].

## Галерея

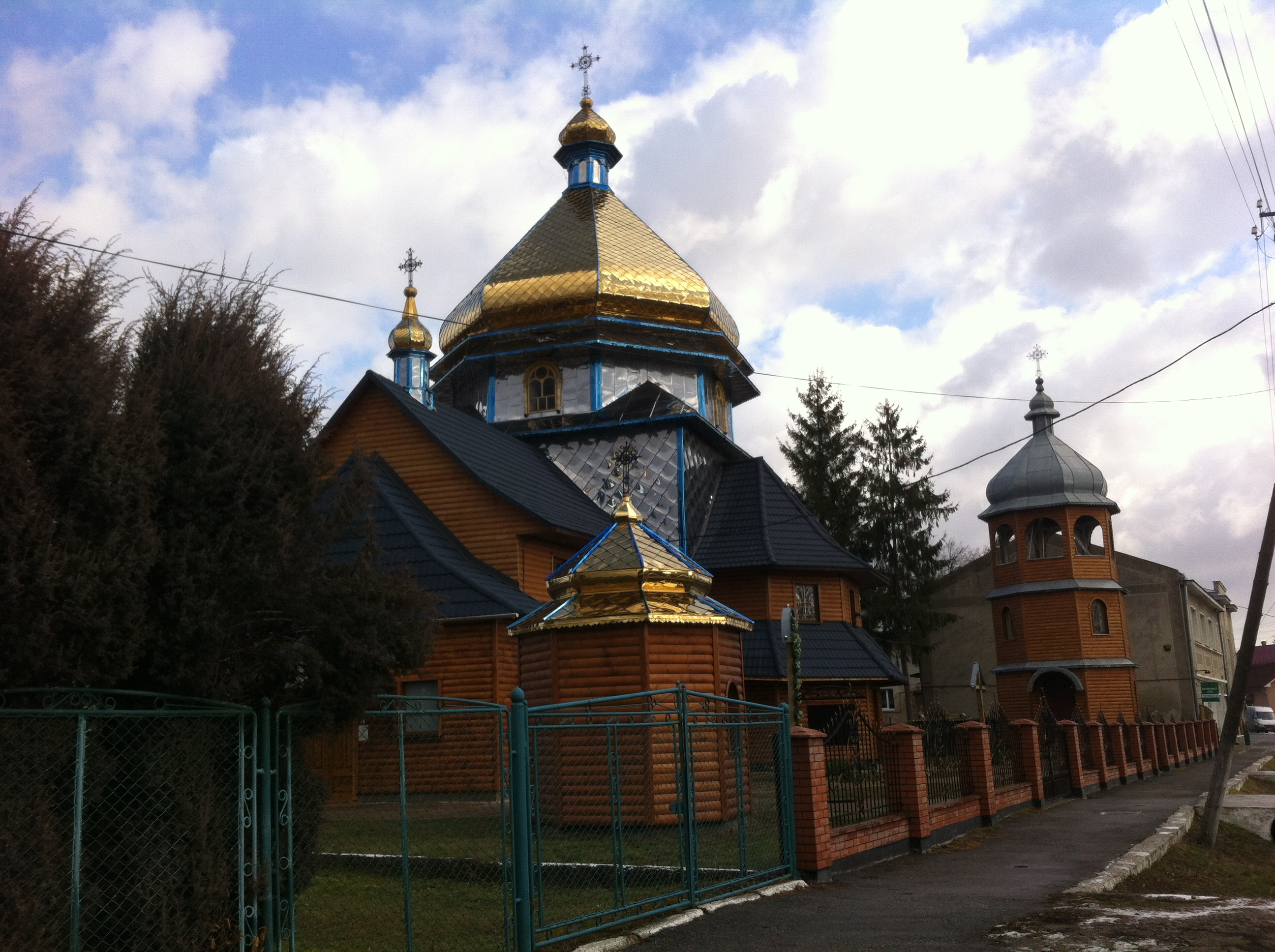
Церква

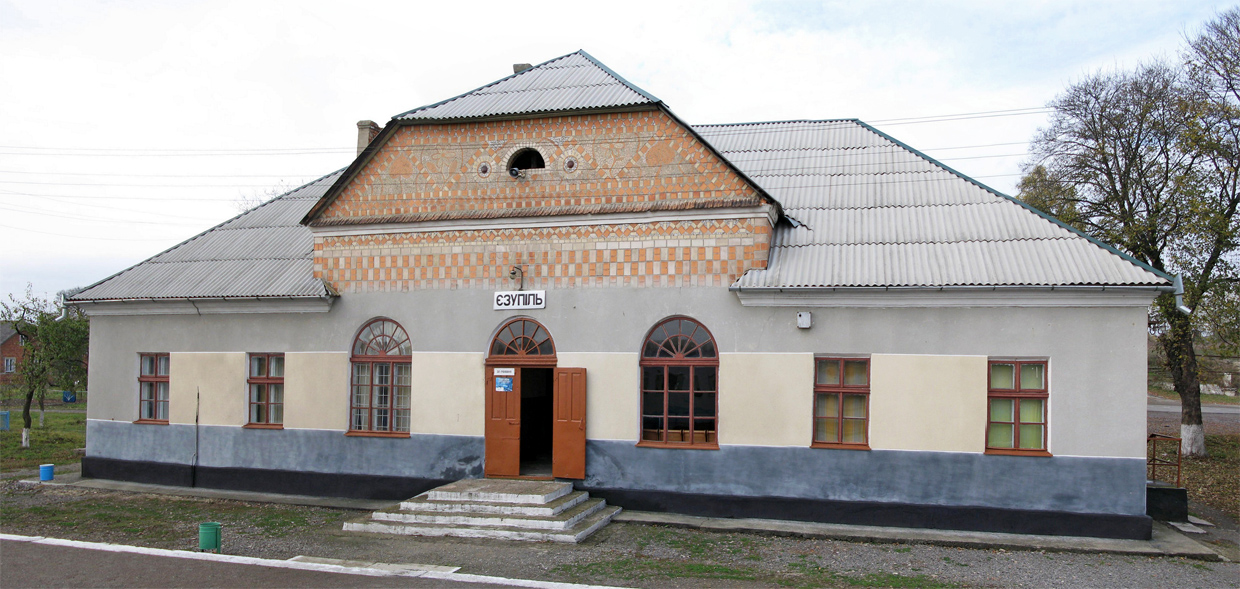
Залізничний вокзал
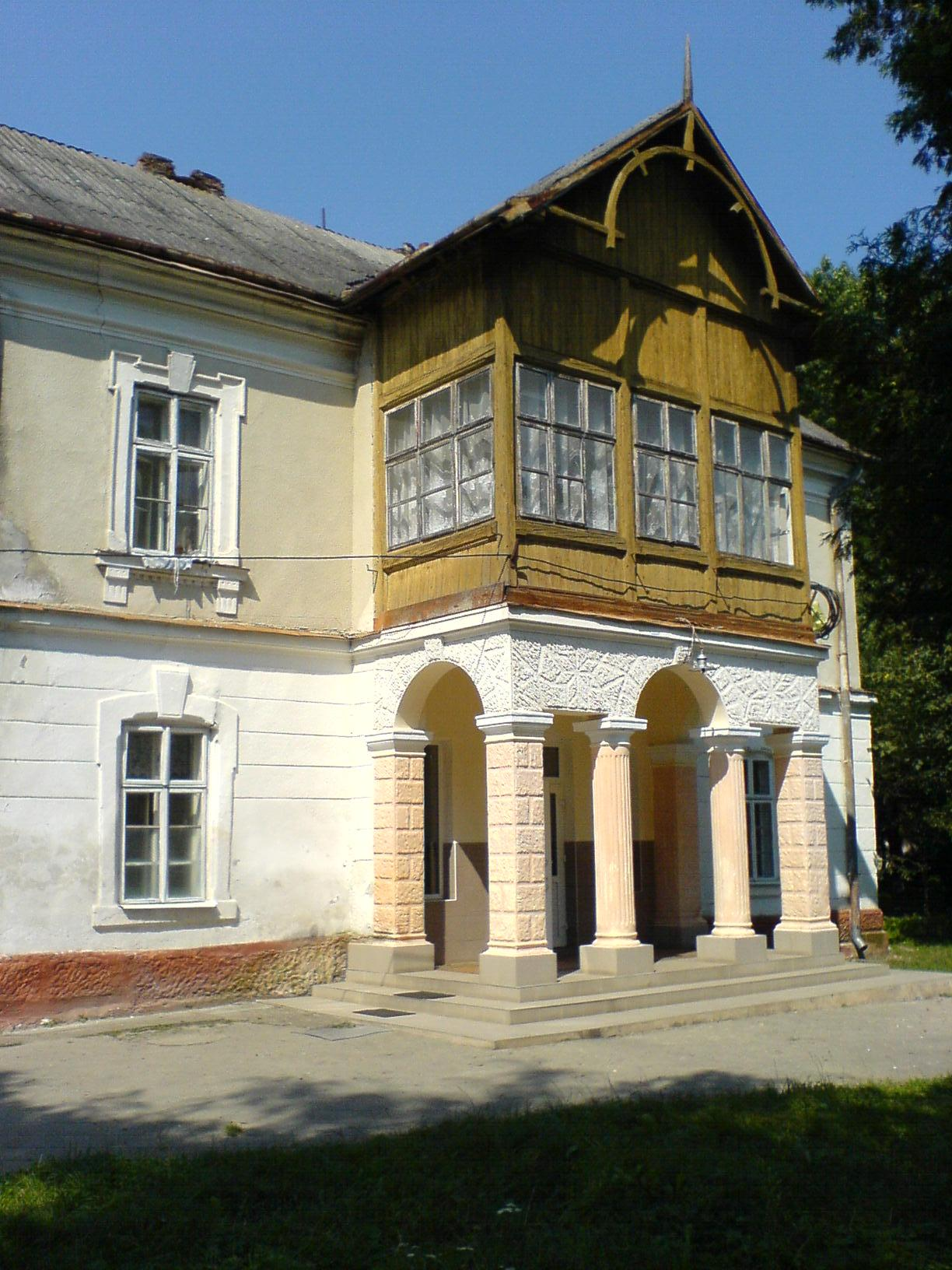
Палац Войцеха Дідушицького
Пам'ятник Тарасові Шевченку